# Katovice
Katovice (polsky  Katowice, slezsky Katowicy, německy Kattowitz, v letech 1953–1956 Stalinogród) jsou město v jižním Polsku, sídlo Slezského vojvodství. Žije zde přibližně 278 tisíc obyvatel. Jsou největším městem Horního Slezska a jádrem dvoumilionové konurbace, zahrnující 30 měst na obou stranách historické slezsko-malopolské zemské hranice.
Katovice jsou poměrně mladé město, které za svůj vznik a růst vděčí industrializaci a výstavbě železničního uzlu v polovině 19. století. Status města obdrželo v roce 1865 a po roce 1922, kdy se stalo hlavním střediskem polské části Slezska, zažilo období prudkého rozvoje. Tehdy získalo ráz velkoměsta, který si stále udržuje. Po roce 1989 výrazně poklesl význam těžby uhlí a těžkého průmyslu pro místní ekonomiku ve prospěch služeb a průmyslu nových technologií.
Centrum města se rozkládá na území někdejších osad Katovice a Kuźnica Bogucka, jeho součástí je také řada dříve samostatných měst, obcí a dělnických kolonií, mnohdy od sebe značně vzdálených. Z geomorfologického hlediska se Katovice rozkládají ve Slezské vysočině. Územím protéká několik menších řek: Rawa, Kłodnica, Bolina, Mleczna. Až 46 % z celkové rozlohy zaujímají lesy.
Při sčítání lidu 2011 se 24,4 % obyvatel Katovic (78 838 osob) přihlásilo ke slezské národnosti, ale zároveň se většina z nich přihlásila k polské národnosti, což znamená, že 90,2 % obyvatel Katovic se hlásí k polské národnosti[zdroj?] (v Polsku lze stejně jako v České republice hlásit dvě národnosti). Město je důležitým střediskem aktivit spjatých s emancipací slezské kultury a propagací slezského jazyka.

## Dějiny

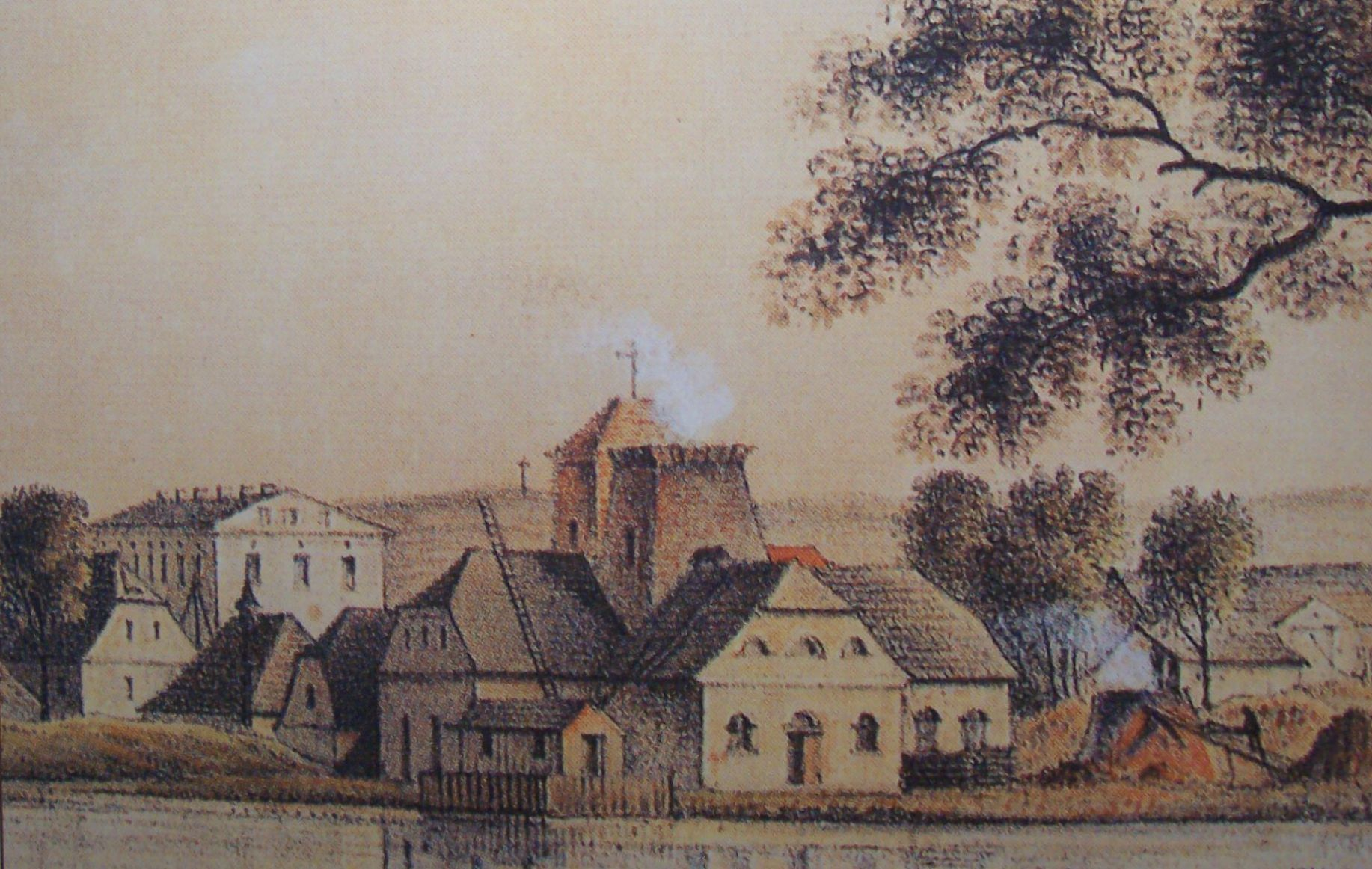
Kuźnica Bogucka začátkem 19. století

První písemná zmínka o nova villa Katowicze pochází z roku 1598. Nicméně některé městské části mají svůj původ ve středověkých vesnicích zakládaných během velké kolonizace. Za nejstarší se považuje Dąb (Domb) poprvé zmiňovaný roku 1299. Zásadní význam pro dějiny města mají také Bogucice (Bogutschütz), kde byla v druhé polovině 14. století zřízena farnost zahrnující značnou část současných Katovic. Snadno dostupná ložiska železných rud podél řeky Rawy přály vzniku hamrů a s nimi spojených kovářských osad. Patřily k nim Kuźnica Załęska (Zalenzer Hammer), Kuźnica Roździeńska (Rosdziner Hammer), jejímž majitelem byl začátkem 17. století Walenty Roździeński, autor barokního pojednání o metalurgii Officina ferraria, a také Kuźnica Bogucka rozkládající se kolem dnešního Hlavního náměstí (Rynku). Právě na pozemcích kovářů z Kuźnicy Bogucké byla pak založena rolnická ves Katovice. Politicky bylo současné území města rozděleno mezi Bytomsko (severní a západní okraj s Dąbem) a Pštinsko (zbytek včetně Kuźnicy Bogucké a vsi Katovice). Spolu s nimi patřilo do roku 1742 k Zemím Koruny české, načež po slezských válkách připadlo Prusku.

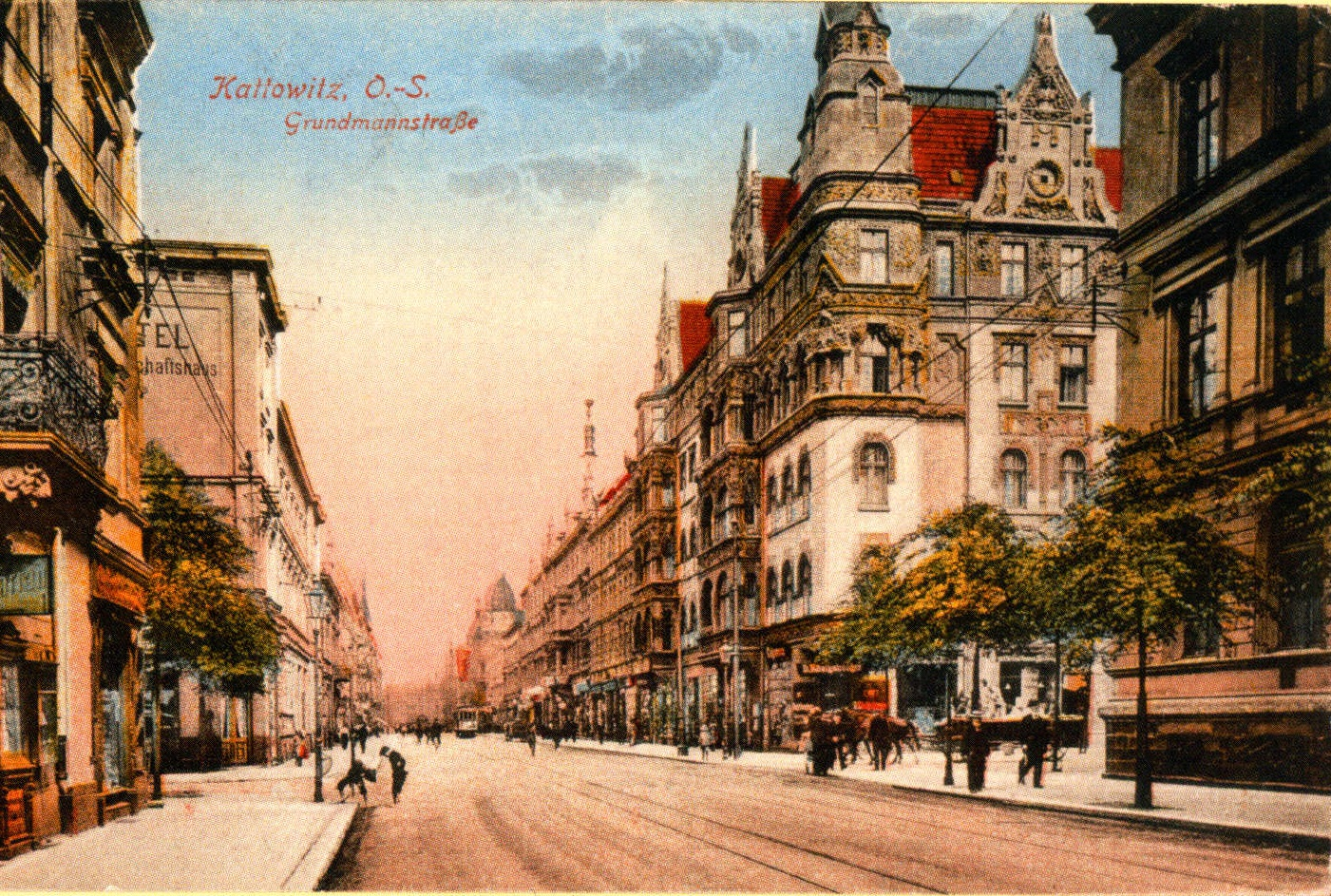
Centrum Katovic v době belle époque

Přerod zemědělských a kovářských osad v průmyslovou aglomeraci souvisí s objevením bohatých ložisek černého uhlí v 18. století. První podpovrchový důl Emanuelssegen byl zprovozněn v Murckách roku 1754, následován Fürstin Hedwig v Dąbu (1787) a Caroline ve Wełnowci (1788). V roce 1838 odkoupil Franz von Winkler statek Katovice a přenesl do něj správu svého majetku. Následně prosadil, aby právě v Katovicích byla umístěna stanice nově budované Hornoslezské dráhy spojující Vratislav s rakouskou hranicí v Myslovicích. První vlak vjel do stanice Kattowitz 6. srpna 1847, následnou výstavbou trati do Ratiboře a spojky do tehdy ruského Sosnovce se z ní záhy stal železniční uzel. Tím začalo období rychlé urbanizace obce završené získáním dne 11. září 1865 statusu města. Po smrti Winklera v roce 1851 se stali hlavními aktéry proměny Katovic ve město nový správce majetku Thiele-Winklerů Friedrich Grundmann, obecní zastupitel a později první předseda městské rady Richard Holtze a architekt Heinrich Nottebohm, který připravil první regulační plán a vytyčil základy dnešní uliční sítě. V roce 1873 se Katovice staly sídlem okresu. Na konci 19. století již čítaly 30 tisíc obyvatel (oproti 675 v roce 1825). Rovněž ostatní obce zažívaly s vývojem průmyslu rychlý růst obyvatelstva a urbanistické proměny. Zvlášť typické se staly dělnické kolonie s charakteristickými familoky z neomítané cihly.

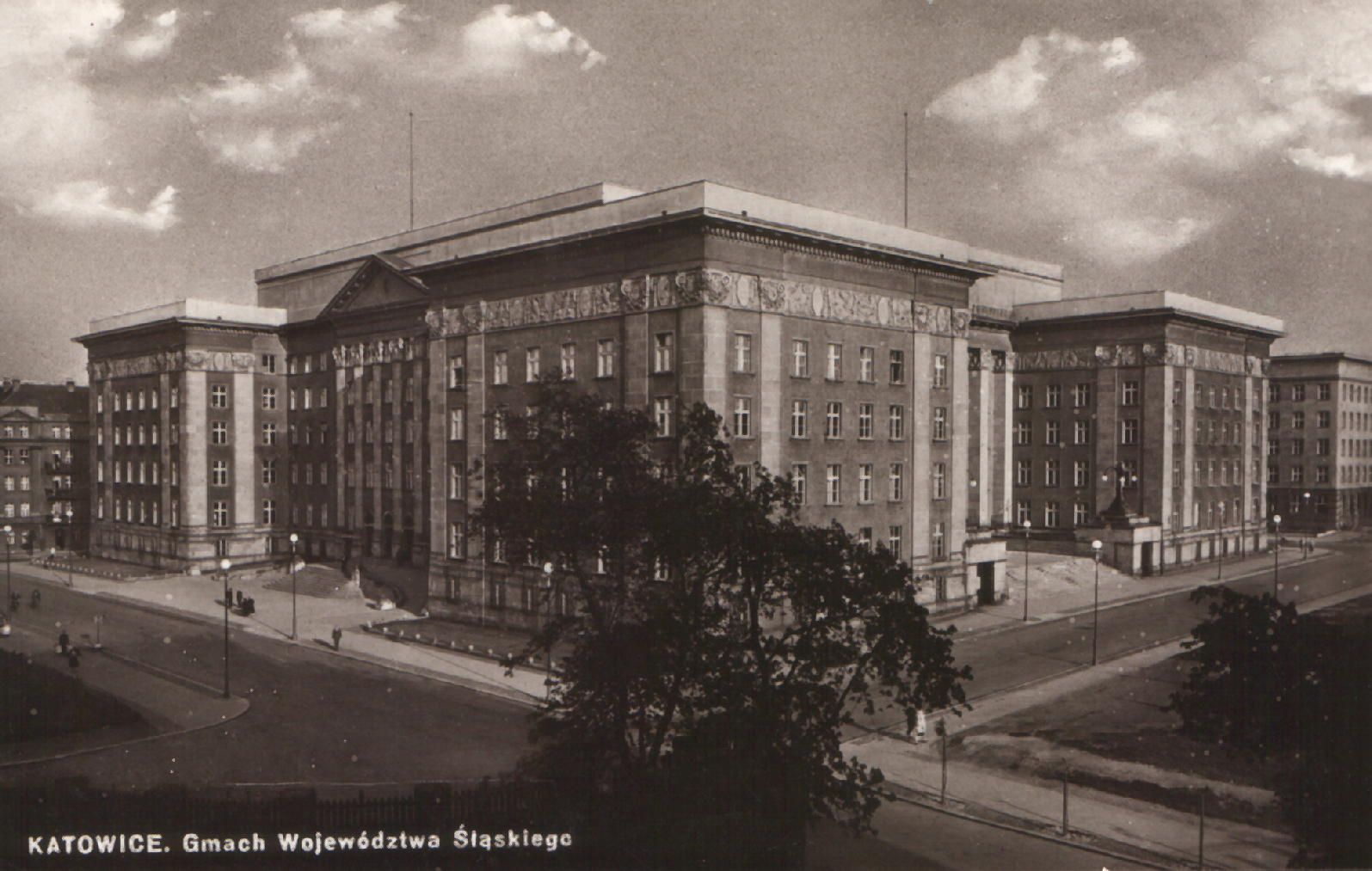
Slezský parlament na dobové fotografii

Po první světové válce se Horní Slezsko stalo předmětem územního sporu mezi Německem a nově vzniklým polským státem. Konflikt, kterému se nevyhnuly ani ozbrojené střety označované jako hornoslezská povstání, měl být vyřešen plebiscitem v březnu 1921. 85,4 % hlasujících v Katovicích a 44,4 % v okrese Katovice-venkov se vyslovilo pro setrvání v Německu. Výsledky plebiscitu byly celkově neuspokojivé pro státy Dohody a tak bylo Horní Slezsko rozděleno s platností od června 1922 podlé návrhu Konference velvyslanců. Východní část připadla Polsku jako autonomní Slezské vojvodství a Katovice se staly jeho hlavním městem. Zapříčinilo to velký stavební boom především v jižní části města, kde vznikla nová administrativní čtvrť s budovou Slezského parlamentu, katedrálou Krista Krále a řadou objektů ve stylu funkcionalismu. V červenci 1924 byly ke Katovicím připojeny obce Bogucice (Bogutschütz), Brynów (Brynow), Dąb (Domb), Ligota (Ellgoth), Załęska Hałda (Zalenzer Halde), Załęże (Zalenze) a Zawodzie, čímž se počet obyvatel zdvojnásobil z 57 na 113 tisíc. Do roku 1939 se obyvatelstvo Katovic zvýšilo na 134 tisíce.

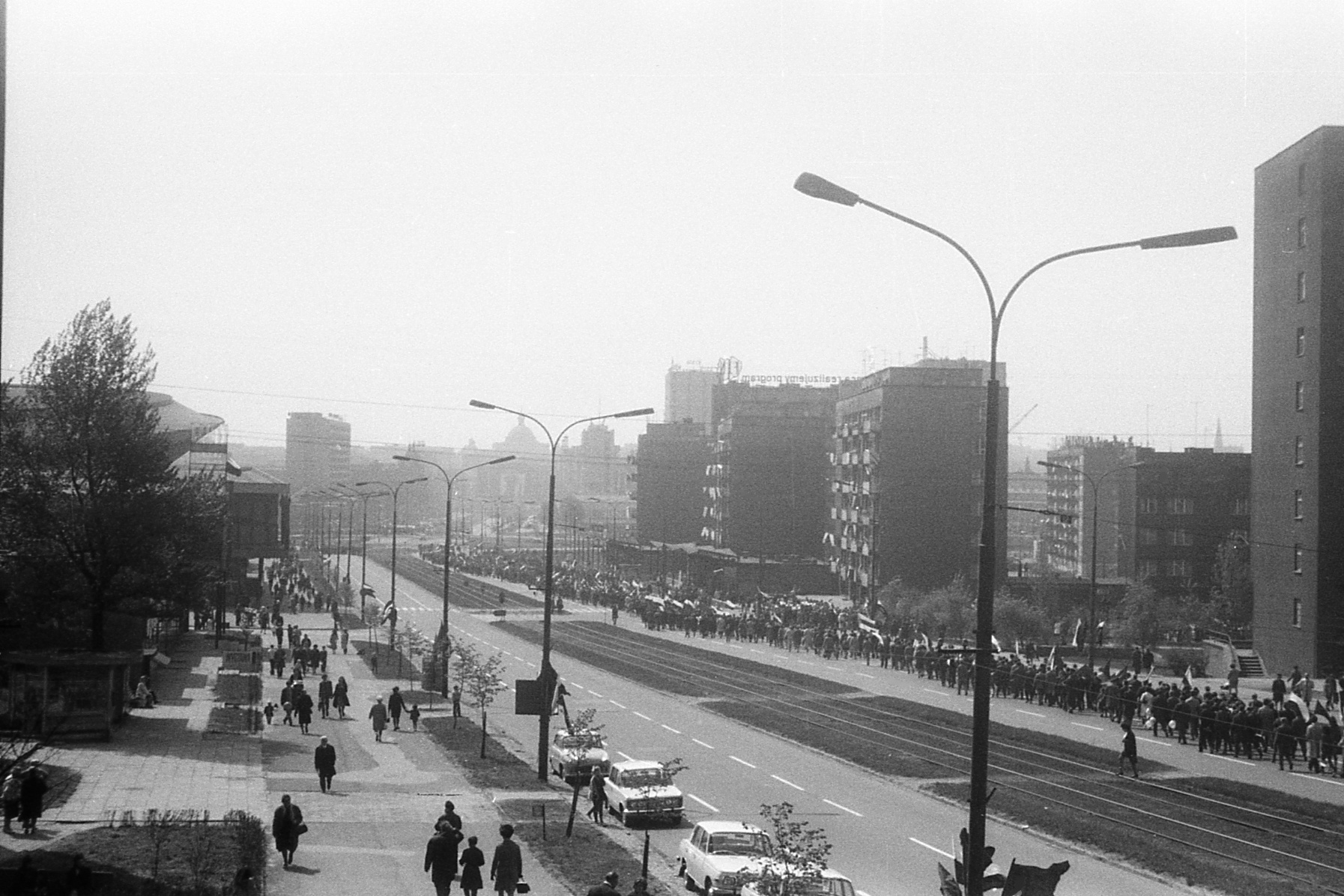
Korfantyho třída v 70. letech

Během druhé světové války patřily Katovice Německu a byly střediskem Říšské župy Horní Slezsko. V roce 1945 došlo k navrácení města Polsku, jež nově získalo také zbytek Horního Slezska. Komunistická vláda zrušila slezskou autonomii a vytvořila Slezsko-dąbrowské vojvodství zahrnující i historicky malopolské oblasti se Sosnovcem, Zawierciem a Čenstochovou. Katovice jako těžiště průmyslové aglomerace založené na hornictví a hutnictví zažívaly další éru prudkého rozvoje, jehož symbolem byla velká přestavba části městského centra započatá v roce 1959 na podnět vojvody Jerzyho Ziętka. V 60. a 70. letech vznikly mj. Spodek, Korfantyho třída (Aleja Korfantego) a nové vlakové nádraží ve stylu brutalismu. V roce 1968 byla založena Slezska univerzita. Připojovaly se další obce, mj. v roce 1959 Szopienice (Schoppinitz), předtím deset let samostatné město, a v roce 1975 Murcki (Emanuelssegen) a Kostuchna, které získaly status města roku 1967. Počet obyvatel přesáhl 300 tisíc a v roce 1987 dosáhl svého historického maxima: 368 267. Zároveň docházelo k potlačování původní slezské kultury a jazyka silně ovlivněných němectvím, jakož i záměrnému ničení „buržoazních“ a „německých“ památek, např. vily Friedricha Grundmanna v roce 1973. V letech 1953–1956 byly Katovice oficiálně přejmenovány na Stalinogród. Důl Wujek v Brynowě se zapsal do dějin protikomunistického odboje, kdy během stanného práva 16. prosince 1981 bylo při násilné pacifikaci stávky zastřeleno 9 horníků a zraněno dalších 23.

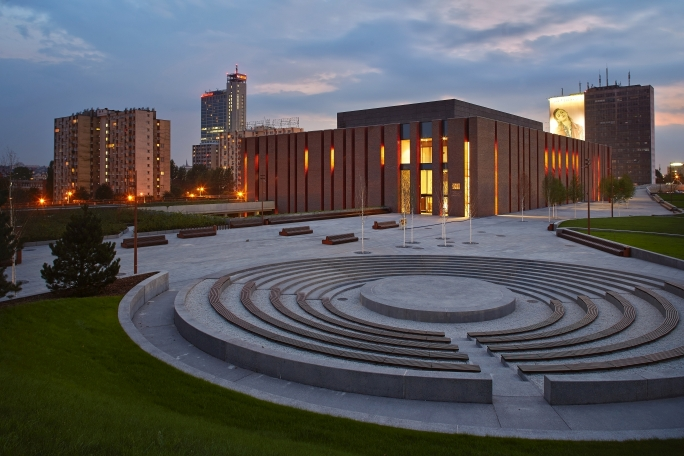
Zóna kultury

Ekonomická transformace po roce 1989 výrazně zasáhla průmyslové město a mnoho dělnických kolonií se v 90. letech proměnilo v sociálně problémové čtvrti. Během tří desetiletí klesl počet obyvatel o čtvrtinu (276 tisíc v roce 2019). Zároveň ale začalo docházet k postupnému přeorientovávání místní ekonomiky směrem k službám a novým technologiím. Symbolem pozitivních změn se stala např. Zóna kultury vybudovaná v letech 2011–2015 na brownfieldu bývalého dolu Katowice. Vazby s ostatními městy v aglomeraci byly významně posíleny založením Hornoslezsko-zagłębského metropolitního svazku (GZM) v roce 2017. Po správní reformě, která zrušila tzv. malé Katovické vojvodství existující od roku 1975, jsou Katovice od roku 1998 sídlem Slezského vojvodství, které navzdory názvu zahrnuje jak východní část polského Slezska, tak nejzápadnější díl Malopolska.

## Městské části
I. Město 
- 1. Śródmieście
- 2. Koszutka
- 3. Bogucice

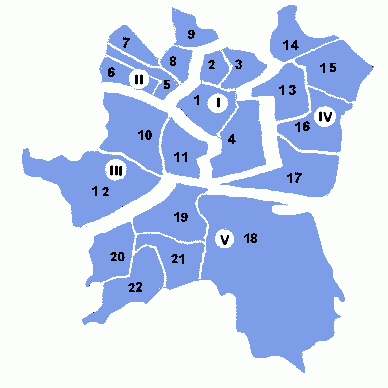
Městské části Katovic

- 4. Osiedle Paderewskiego – Muchowiec

 II. Severní Město 
- 5. Załęże
- 6. Osiedle Witosa
- 7. Osiedle Tysiąclecia
- 8. Dąb
- 9. Wełnowiec – Józefowiec

 III. Západní Město 
- 10. Brynów – Załeska Hałda
- 11. Brynów – Osiedle Zgrzebnioka
- 12. Ligota – Panewniki

 IV. Východní Město 
- 13. Zawodzie
- 14. Dąbrówka Mała
- 15. Szopienice – Burowiec
- 16. Janów – Nikiszowiec
- 17. Giszowiec

V. Jižní Město 
- 18. Murcki
- 19. Piotrowice – Ochojec
- 20. Zarzecze
- 21. Kostuchna
- 22. Podlesie

## Architektura a památky

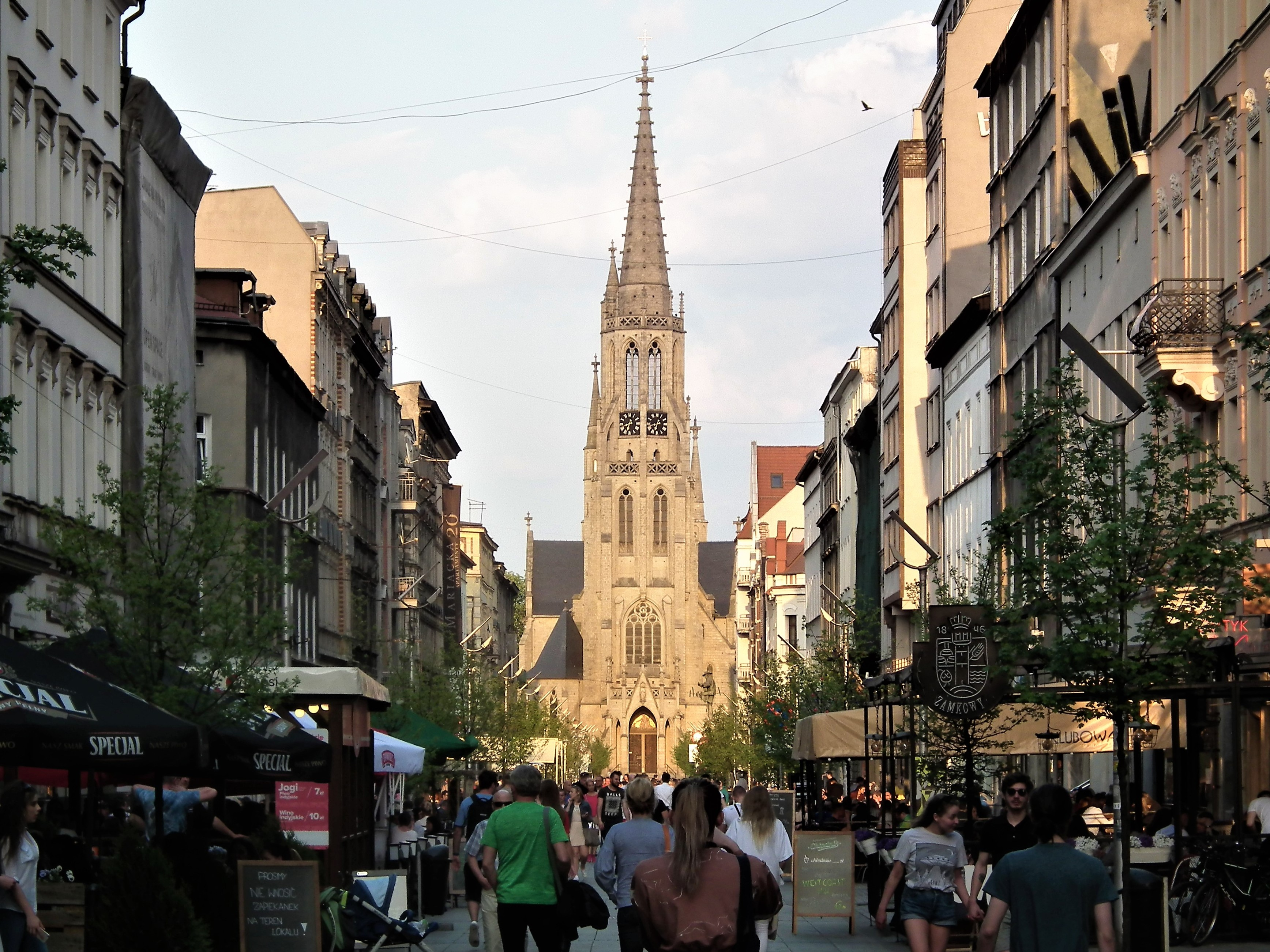
Ulice Mariacka a Mariánský kostel

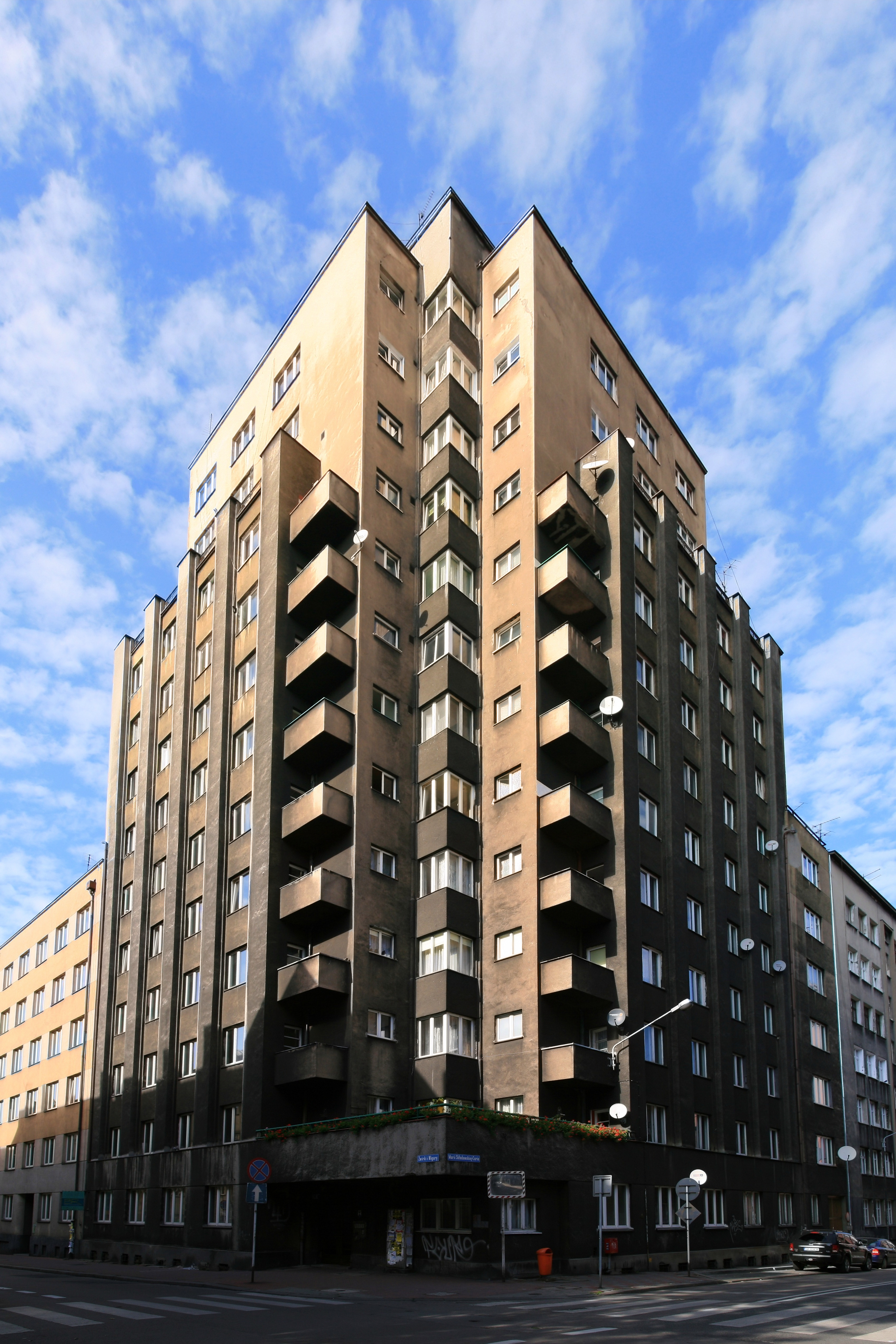
Mrakodrap

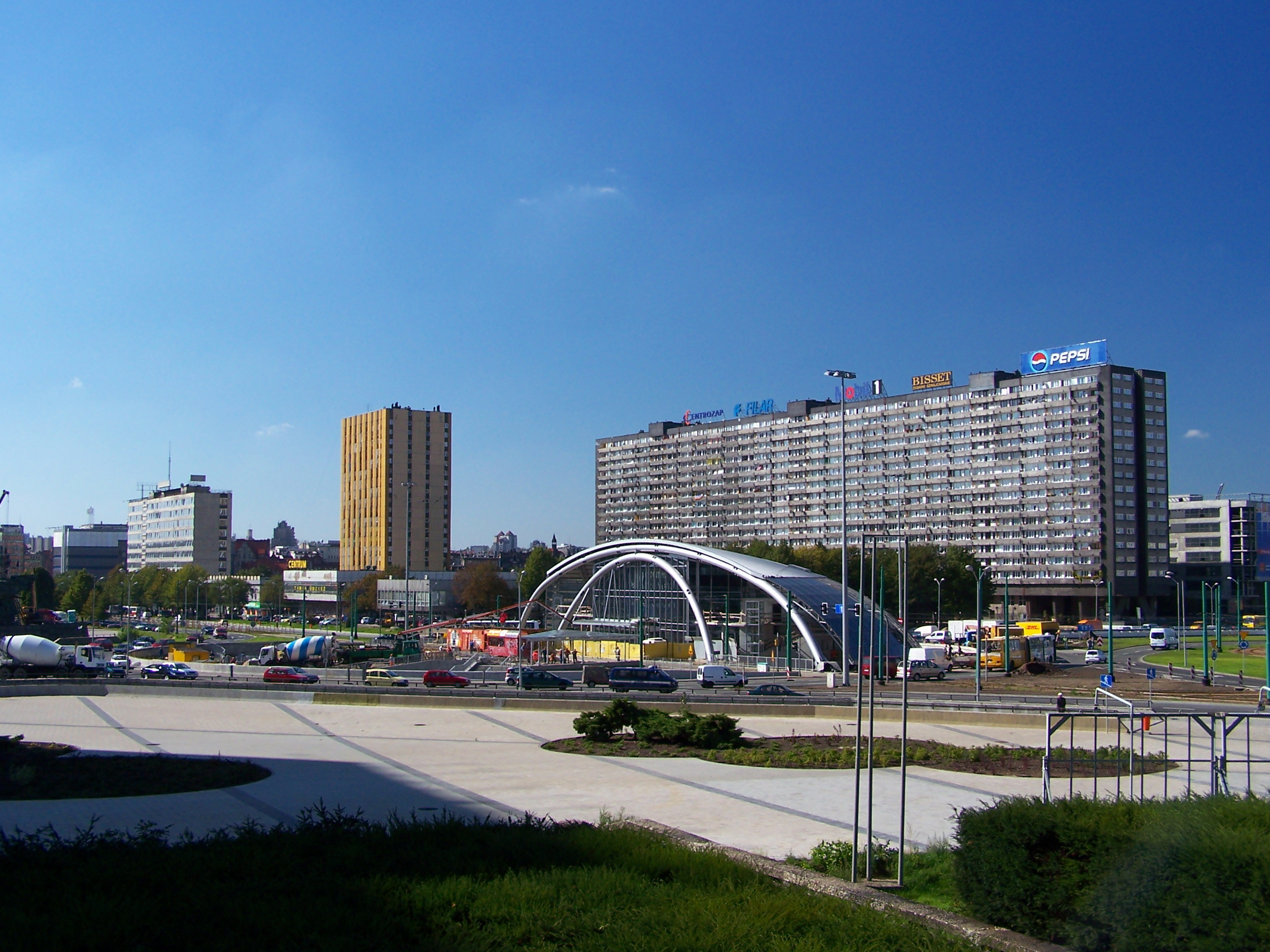
Superjednostka a Korfantyho třída

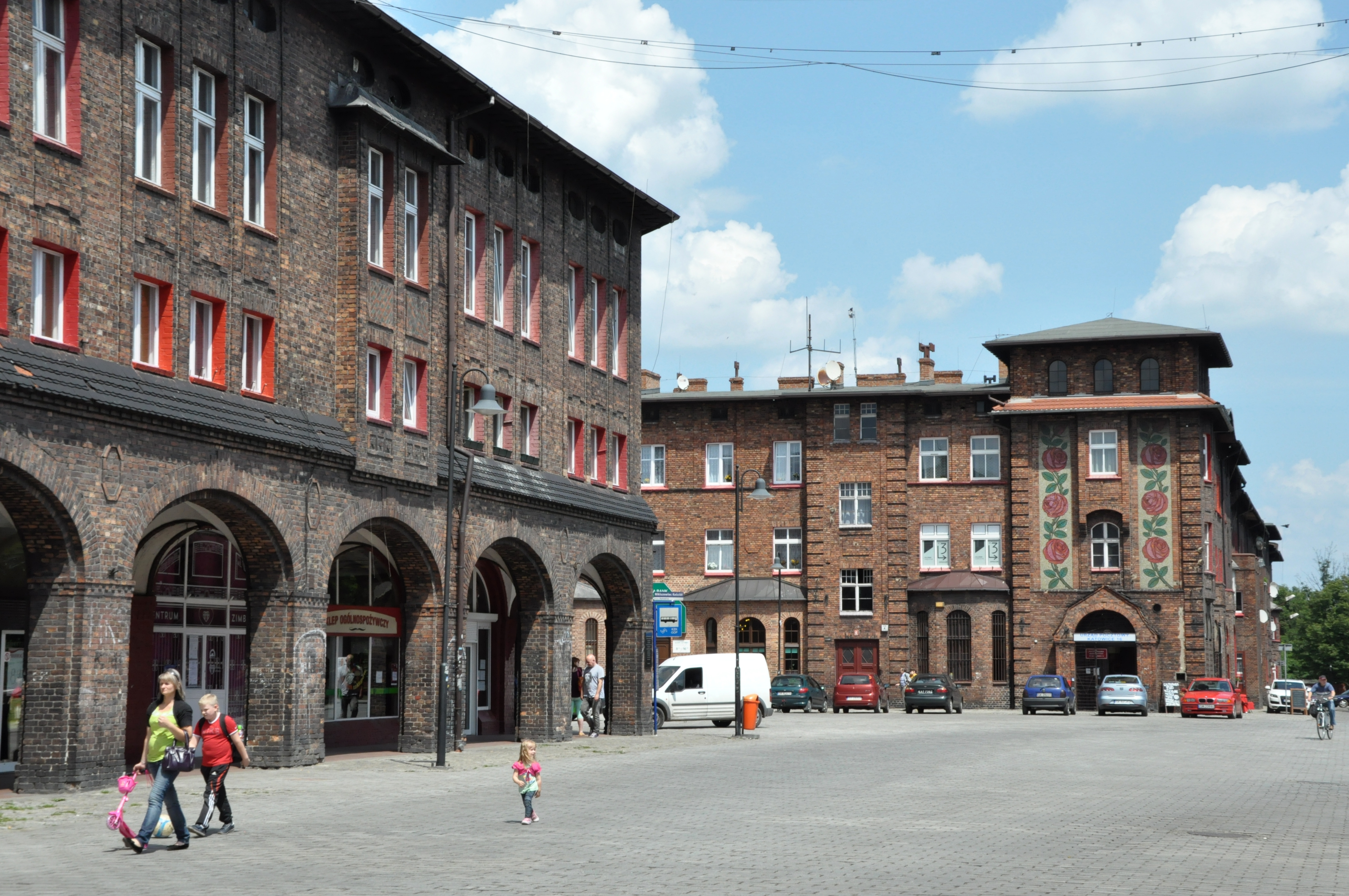
Nikiszowiec

Katovice patří k městům, která nemají středověký původ, tudíž architektonické styly jako gotika, renesance či baroko zde nejsou vůbec zastoupeny. Nejstarší stavbou na území města je dřevěný kostelík sv. Michala Archanděla z roku 1510 postavený původně v obci Syrynia a přenesený v roce 1938 do Kościuszkova parku ve čtvrti Brynów.
Městské centrum Katovic se formovalo ve třech urbanistických fázích. Střední část podél osy Plac Wolności (náměstí Svobody) – ulice 3 Maja – Rynek (Hlavní náměstí) – ulice Warszawska a v bezprostřední blízkosti nádraží je tvořena převážně činžovní domy z přelomu 19. a 20. století ve stylu historismu. K významným památkám té doby patří novorománský evangelický kostel Zmrtvýchvstání Páně (Kościół Zmartwychwstania Pańskiego) z roku 1858 v ulici Warszawska, novogotický Mariánský kostel (Kościół Mariacki) z roku 1870 s 71 metrů vysokou věží uzavírající perspektivu stejnojmenné (Mariacka) ulice, která je v současností středobodem katovického nočního života, novorenesanční budova Slezského muzea (Muzeum Śląskie) z roku 1899 v severní části Hlavního náměstí, novogotická budova nynějšího Mickiewiczova gymnázia (III Liceum Ogólnokształcące im. Adama Mickiewicza) z roku 1900 ve stejnojmenné ulici, eklektický hotel Monopol z roku 1902 sousedící se starým nádražím (ulice Dworcowa), novoklasicistní budova Slezského divadla (Teatr Śląski) na Hlavním náměstí z roku 1907 nebo kino Rialto postavené u železničního viaduktu v ulici Wojewódzka v roce 1912.
Jižní část má výrazně funkcionalistický ráz. Její rozvoj připadá na meziválečné období, kdy se Katovice staly hlavním městem autonomního Slezského vojvodství a vzhledem k tomu, že dosud neplnily žádné správní funkce, vyvstala potřeba vystavět od základů novou administrativní čtvrť, která se zároveň stane výkladní skříní polského panování v Horním Slezsku. Centrálním bodem je Plac Sejmu Śląskiego (náměstí Slezského sněmu) s monumentální budovou Slezského parlamentu (Sejm Śląski) postavenou mezi lety 1925 až 1929, v níž dnes sídlí samospráva Slezského vojvodství. Protější stranu náměstí, uprostřed nějž stojí pomník Wojciecha Korfantyho, ústřední postavy hnutí za připojení Horního Slezska k Polsku po první světové válce, lemuje funkcionalistická budova Filologické fakulty Slezské univerzity, původně tzv. Dům nesloučených úřadů (Gmach Urzędów Niezespolonych) z roku 1937. V blízkosti se nachází katedrála Krista Krále (Katedra Chrystusa Króla). Výstavba obřího chrámu o rozměrech 101 x 50 m s kupolí dosahující výšky 64 m trvala 28 let, byla ukončena v roce 1955. K symbolům meziválečného rozmachu Katovic patří rovněž Mrakodrap (Drapacz Chmur) – sedmnáctipodlažní obytný dům na rohu ulic Żwirki i Wigury a Skłodowskiej-Curie postavený v letech 1930–1934 jakožto jedna z prvních železobetonových skeletových výškových budov v Polsku. Dalším věžákem v jižním centru je o dva roky starší devítipodlažní Dům profesorů Slezských vědeckých technických ústavů (Dom Profesorów Śląskich Naukowych Zakładów Technicznych) v ulici Wojewódzka.
Severní část katovického centra rozkládající se kolem Korfantyho třídy (Aleja Korfantego) a Ziętkova kruhového objezdu (Rondo Ziętka) je výsledkem velké přestavby započaté na podnět tehdejšího slezského vojvody Jerzyho Ziętka v roce 1959. Zde se kupí architektonické ikony pozdního modernismu a brutalismu: víceúčelová aréna Spodek pro 11 500 hostů z roku 1971, panelový dům Superjednostka (1967–1972) s 764 byty obývaný více než dvěma tisící lidí, který byl inspirován Corbusierovou unité d’habitation a má status samostatného sídliště, či Galerie moderního umění BWA z roku 1965. Památník Slezských povstalců u kruhového objezdu z roku 1967 je nejfotografovanějším pomníkem Katovic. Ziętkova přestavba zasáhla i na Korfantyho třídu navazující Hlavní náměstí, jehož západní strana byla nahrazena Domem slezského tisku (Dom Prasy Śląskiej, 1964) a obchodním domem Skarbek (1975), na východní straně pak byl postaven obchodní dům Zenit (1962). Významnou památku brutalismu představovalo také katovické hlavní nádraží (1959–1972), v letech 2010–2013 došlo ale k jeho kompletní přestavbě, po níž z původní budovy zbyly jenom čtyři z ikonických pilířů ve tvaru kalichů. Po roce 2011 se severní centrum rozšířilo o areál nečinného dolu Katowice východně od Spodku, kde vznikla moderní Zóna kultury (Strefa Kultury) s novým sídlem Slezského muzea (Muzeum Śląskie), koncertní síní NOSPR a Mezinárodním kongresovým centrem. V oblasti severního centra se nachází rovněž nejvyšší katovický mrakodrap – Altus s výškou 125 m (2001) – a sídliště Hvězdy (Gwiazdy) tvořené sedmi 88 m vysokými 27podlažními panelovými domy na půdoryse sedmiramenné hvězdy (1975–1985).
Nedílnou součástí kulturní krajiny Katovic jsou dělnické kolonie s charakteristickými bytovkami z neomítané červené cihly – tzv. familoky. Nejznámější kolonii, která se v průběhu posledních desetiletí stala populární turistickou atrakcí, je Nikiszowiec na východním okraji města. Sídliště pro horníky z dolu Giesche (majetek společnosti Georg von Giesches Erben) bylo postaveno podle návrhu bratří Emila a Georga Zillmannů v letech 1908–1918. Titíž architekti navrhli pro stejnou společnost zahradní město Giszowiec. V 70. letech byla část Giszowce demolována kvůli výstavbě panelového sídliště, zachovala se zhruba polovina původních hornických dvojdomků z let 1907 až 1910. Četné familoky najdeme rovněž v městských částech Załęże, Bogucice nebo Wełnowiec (kolonie Alfred). Mezí moderními sídlišti si pozornost zaslouží zejména sídliště Tisíciletí (Tysiąclecia, slezsky a v běžném úzu Tauzen) stavěné v 70. a 80. letech na pomezí Katovic a Chořova, jehož symbolem jsou Kukuřice (Kukurydze) – výškové domy svým tvarem připomínající kukuřičný klas.
V městské části Panewniki se nachází františkánský klášter založený roku 1905 s novorománskou poutní bazilikou a kalvárií.

## Vysoké školy

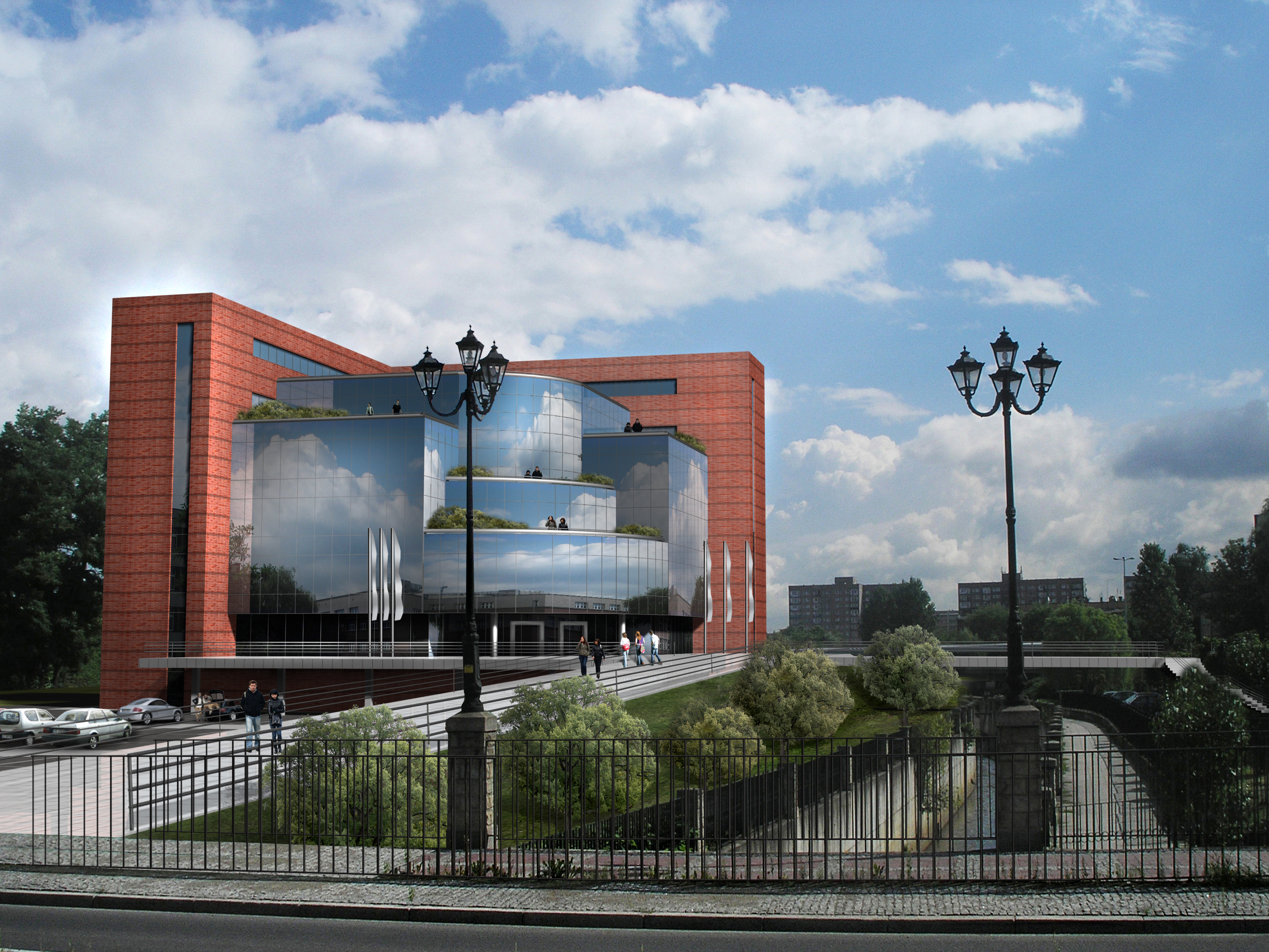
Centrum informačních technologií Ekonomické univerzity

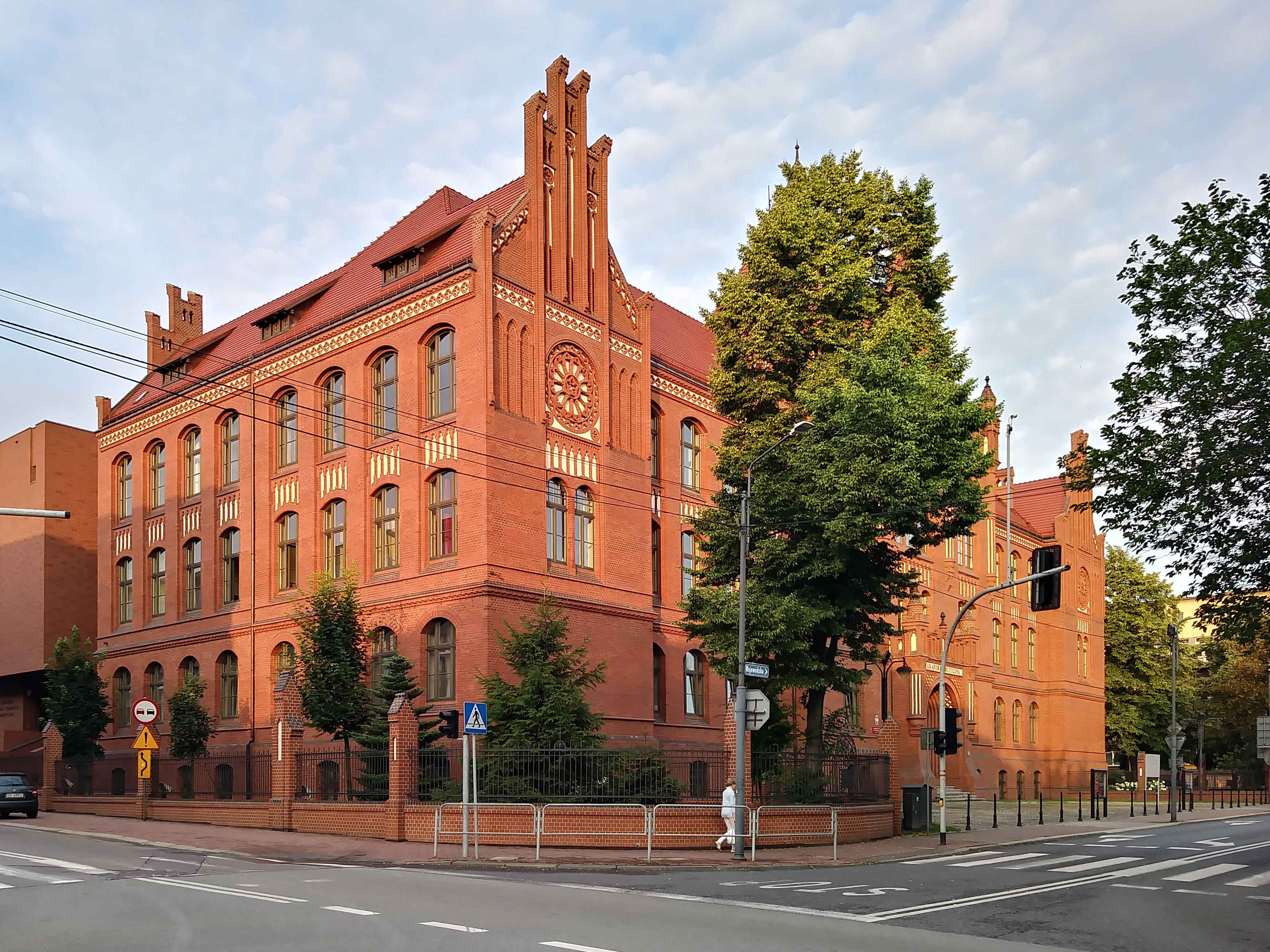
Hlavní budova Hudební akademie

- Slezská univerzita (Uniwersytet Śląski) – nejvýznamnější vysoká škola všeobecného zaměření v Horním Slezsku, byla založena v roce 1968 spojením Vysoké školy pedagogické (1950) a místní pobočky Jagellonské univerzity (1962). Roku 2018 ji navštěvovalo 24 983 posluchačů. V současnosti je tvořena osmi fakultami, z nichž fakulta umění a pedagogických věd sídlí v Těšíně, a některé ústavy přírodovědecké fakulty a fakulty exaktních a technických věd také v Sosnovci. Součástí univerzity je Filmová škola Krzysztofa Kieślowského (Szkoła Filmowa imienia Krzysztofa Kieślowskiego).
- Ekonomická univerzita (Uniwersytet Ekonomiczny) – s deseti tisíci studenty druhá největší vysoká škola ve městě, založená v roce 1936 jako Vysoká škola ekonomická.
- Slezská lékařská univerzita (Śląski Uniwersytet Medyczny) – vysoká škola zdravotnického zaměření založená roku 1948. Jednotlivé fakulty sídlí i v ostatních městech v rámci aglomerace: v Zabrzi, Sosnovci a Bytomi.
- Hudební akademie Karola Szymanowského (Akademia Muzyczna imienia Karola Szymanowskiego) – nejstarší vysoká škola v Katovicích, byla založena v roce 1929 jako Státní konzervatoř, počet studentů se pohybuje kolem tisíce. Je pojmenována po meziválečném skladateli Karolu Szymanowském.
- Akademie výtvarných umění (Akademia Sztuk Pięknych) – vysoká škola uměleckého zaměření založená v roce 2001.
- Akademie tělesné výchovy Jerzyho Kukuczky (Akademia Wychowania Fizycznego imienia Jerzego Kukuczki) – vysoká škola zaměřená na vzdělávání v oblasti sportu, turistiky a fyzioterapie. Byla založena v roce 1971 a je pojmenována podle Jerzyho Kukuczky, katovického rodáka, který jako druhý člověk na světě dobyl všech čtrnáct himálajských osmitisícovek.

Mimoto se v Katovicích nachází fakulta dopravy a leteckého inženýrství a také fakulta materiálového inženýrství Slezského vysokého učení technického (Politechnika Śląska), které jinak má své hlavní sídlo v Hlivicích. Mezi soukromými vysokými školami, jichž je ve městě zhruba dvacet, lze zmínit např. Hornoslezskou vysokou školu obchodní (Górnośląska Wyższa Szkoła Handlowa), která má své oddělení i v Ostravě.

## Kultura

### Muzea a galerie

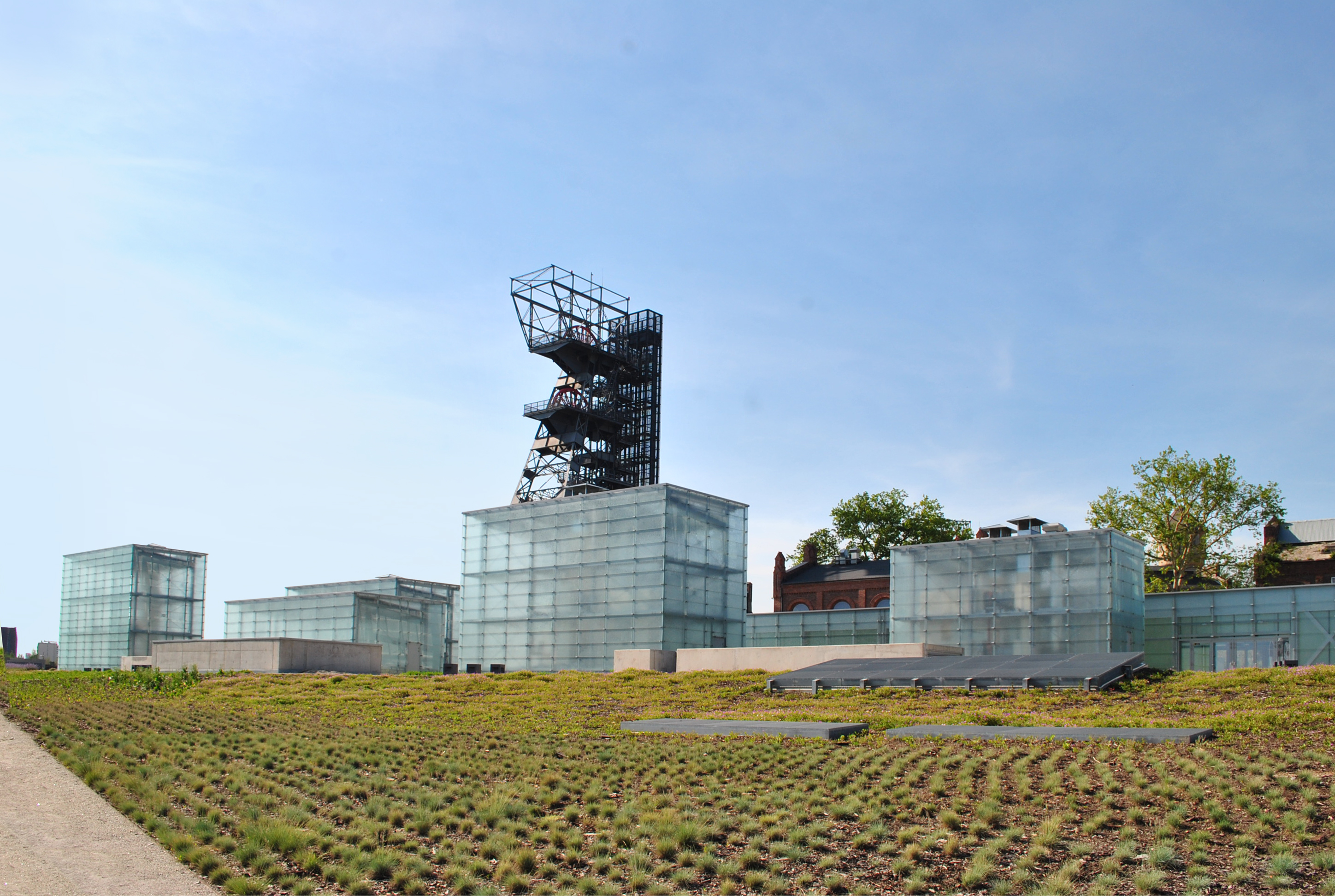
Moderní sídlo Slezského muzea

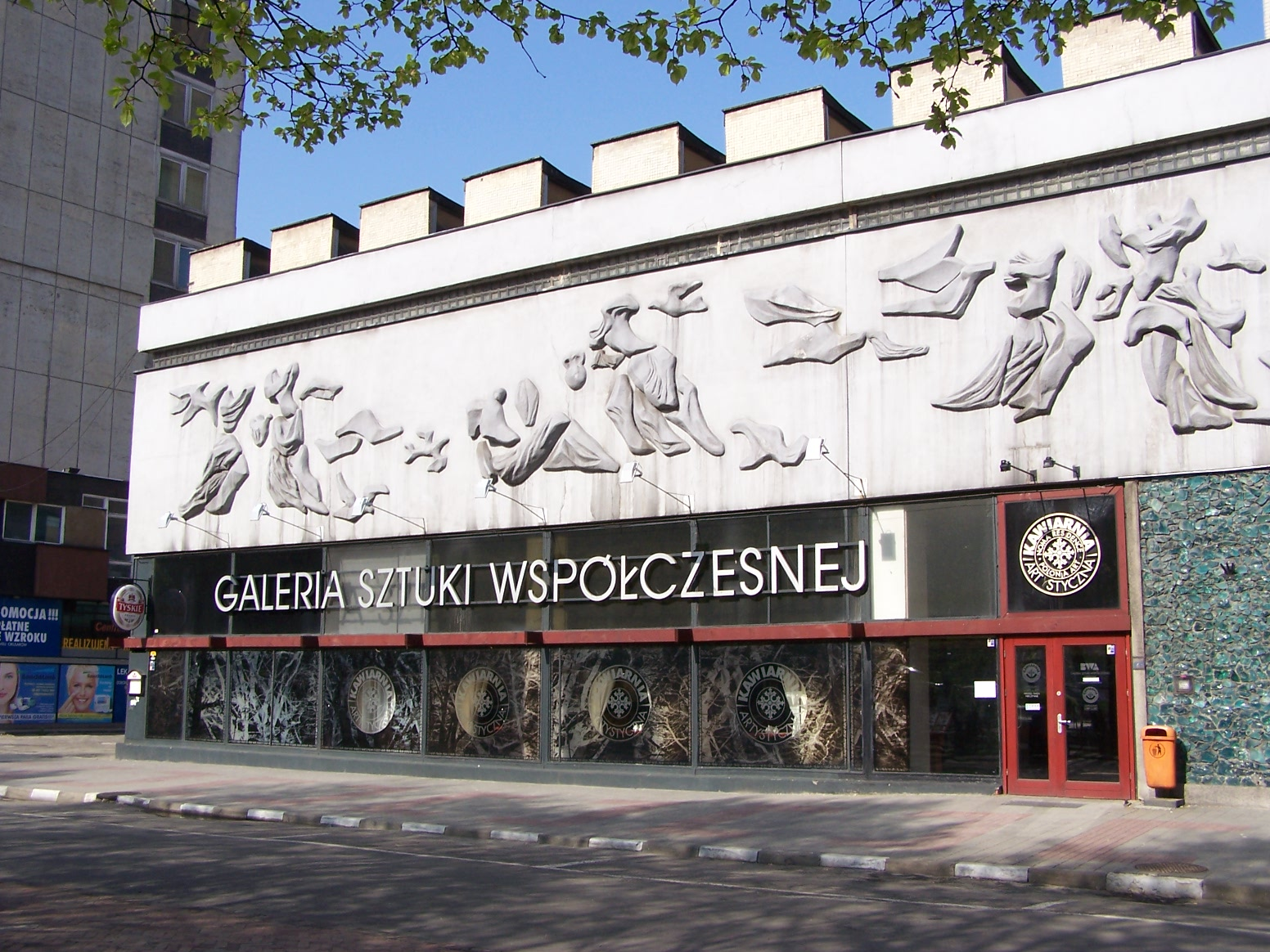
Galerie moderního umění BWA

- Slezské muzeum (Muzeum Śląskie) – stěžejní muzejní instituce ve správě Slezského vojvodství mapující dějiny regionu, působí rovněž jako významné vědecké a výzkumné středisko. Od roku 2015 sídlí v moderním objektu v areálu Zóny kultury. Ve třech podzemních podlažích jsou umístěny následující stále expozice: Galerie umění 1800–1945, Galerie umění po roce 1945, Galerie neprofesionálního umění, Horní Slezsko napříč dějinami (multimediální výstava přibližující složité dějiny pohraničního regionu se zvláštním zřetelem k událostem 20. století), Galerie sakrálního umění, Laboratoř divadelních prostor (věnovaná dějinám evropského divadla) a Po stopách Tomka – expozice pro nejmladší inspirovaná postavou Tomka ze série dobrodružných románů od Adolfa Szklarského. Součástí muzea je Centrum polské scénografie (Centrum Scenografii Polskiej).
- Muzeum dějin Katovic (Muzeum Historii Katowic) – městské muzeum zaměřené na místní historii. Hlavní budova v ulici Szafranka nabízí dvě stálé expozice – obecnou historickou expozicí otevřenou v roce 2015 při příležitosti 150. výročí získání městských práv a rekonstruované měšťanské interiéry z druhé poloviny 19. století. V Nikiszowci sídlí Oddělení etnologie města (Dział Etnologii Miasta) s expozicemi věnovanými minulosti katovických dělníků a také neprofesionálním umělcům z prostředí tzv. Janowské skupiny. K dalším pobočkám patří Muzeum Barbary a Stanisława Ptakových vedené Filmově-divadelním oddělením (byli to scénografka a herec) a Ateliér Pawła Stellera (výtvarníka).
- Galerie moderního umění BWA – dříve státní, nyní městská galerie v účelové budově ze 60. let na Korfantyho třídě.
- Šachta Wilson (Szyb Wilson) – galerie moderního umění v budově bývalé cáchovny a umývárny dolu Wilson v Nikiszowci, s plochou 2500 m² největší soukromá galerie umění v Polsku.
- Kruháč umění (Rondo Sztuki) – galerie Akademie výtvarných umění umístěná do moderní budovy uprostřed kruhové křižovatky Rondo Ziętka.
- Válcovna – Muzeum hutnictví zinku (Walcownia – Muzeum Hutnictwa Cynku) v bývalé válcovně zinku Georg von Giesches Erben A.G v Szopienicích.
- Arcibiskupské muzeum (Muzeum Archidiecezjalne)
- Muzeum slezských varhan (Muzeum Organów Śląskich) – univerzitní, ve správě Hudební akademie Karola Szymanowského.
- Slezská jizba (Izba Śląska) – nachází se v rekonstruovaném dělnickém dvojdomku v Giszowci a spojuje funkcí etnografického muzea a pamětní síně neprofesionálního malíře z Janowské skupiny Ewalda Gawlika.
- Pamětní síň dolu Wujek – muzeum věnované násilné pacifikaci hornické stávky v dolu Wujek v roce 1981.
- Muzeum nejmenších knížek světa (Muzeum Najmniejszych Książek Świata) – soukromé muzeum v domě sběratele a autora miniaturních knih Zygmunta Szkocného, nachází se v ulici Traktorzystów ve čtvrti Piotrowice.

### Divadla

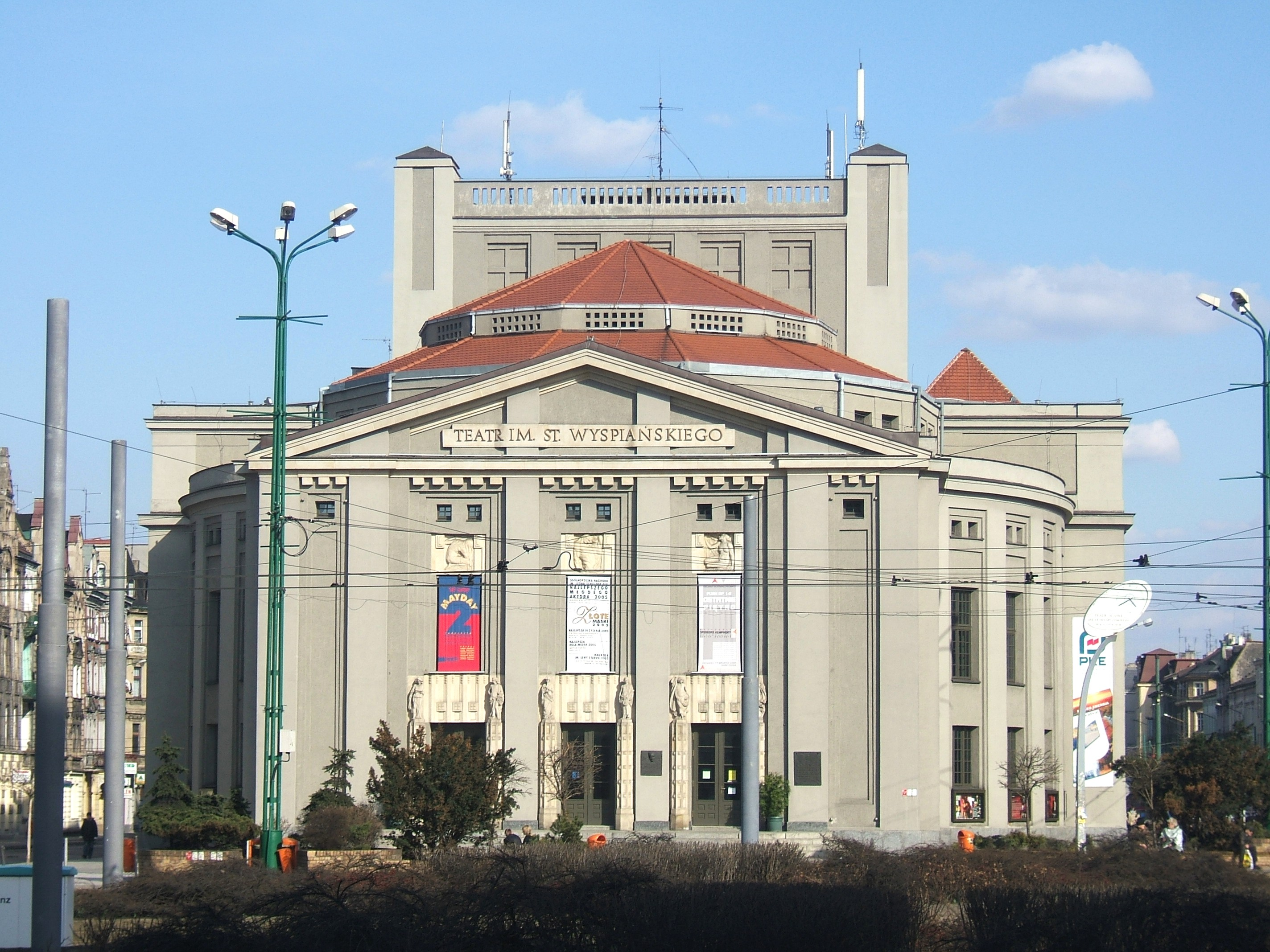
Slezské divadlo

- Slezské divadlo Stanisława Wyspiańského (Teatr Śląski imienia Stanisława Wyspiańskiego) – nejvýznamnější činoherní divadlo v polské části Horního Slezska. Vzniklo v roce 1907 jako německé městské divadlo, po roce 1922 spoluexistovaly německá a polská scéna, po druhé světové válce již výlučně polská. V poslední době, zejména pod vedením Roberta Talarczyka (od 2013), se na zdejších prknech objevují také hry ve slezském jazyce a důležité pro slezskou etnickou identitu. Sídlí v historické budově z roku 1907 na Hlavním náměstí.
- Korez – soukromé divadlo založené hercem Mirosławem Neinertem, nachází se v tzv. Dezember Palast na náměstí Slezského sněmu (Plac Sejmu Śląskiego)
- Ateneum – loutkové divadlo (ulice Świętego Jana)
- Teatr Żelazny – experimentální divadlo Piotra Wiśniewského v bývalé nádražní budově Piotrowicích

### Festivaly

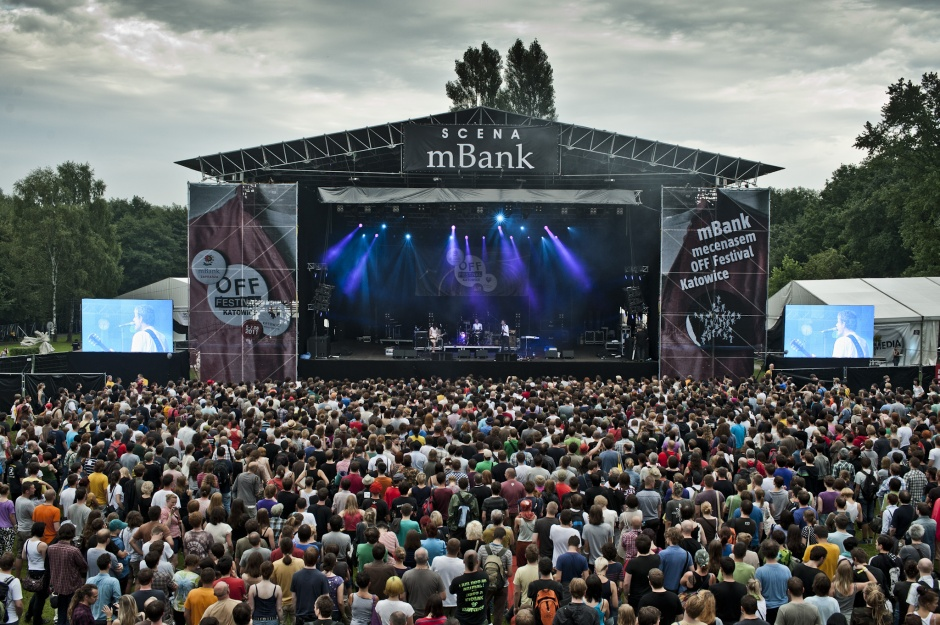
Off Festival 2011

Katovice se mohou pochlubit velmi bohatou festivalovou scénou. K nejvýznamnějším kulturním událostem každoročně patří:
- Off Festival – multižánrový hudební festival konající se čtyři dny na začátku srpna v přírodně-rekreačním areálu Údolí tří rybníků (Dolina Trzech Stawów aneb Sztauwajery), pořádá se od roku 2006, jeho zakladatelem a uměleckým ředitelem je Artur Rojek, někdejší předák kapely Myslovitz pocházející z hornoslezského města Myslovice.
- Tauron Nowa Muzyka – festival zaměřený na tvorbu z pomezí elektronické taneční hudby a jazzu, koná se od roku 2006 v červenci v Zóně kultury – v oblasti bývalého dolu Katowice.
- Rawa Blues Festival – věnovaný bluesové hudbě, koná se od roku 1981 v aréně Spodek.
- Silesian Jazz Festival – pořádaný od roku 2006 Hudební akademií Karola Szymanowského.
- Mayday – festival elektronické hudby, koná se vždy 30. dubna v Dortmundu a první nebo druhou listopadovou sobotu v katovickém Spodku.
- Metalmania – soustřeďuje se na heavy metal a hard rock, pořádaná rovněž ve Spodku od roku 1986.
- Ars Independent – mezinárodní festival filmů, animací, videoklipů a videoher (od roku 2011).
- IEM Katowice – turnaj hry Counter-Strike: Global Offensive pořádaný společností ESL, který se v Katowicích pravidelně objevuje každou zimu od roku 2014

### Kina
- Kino Studyjne Swiatowid
- Kino Kosmos
- Kinoteatr Rialto
- Kino Katowice Helios
- Cinema City Katowice

## Doprava

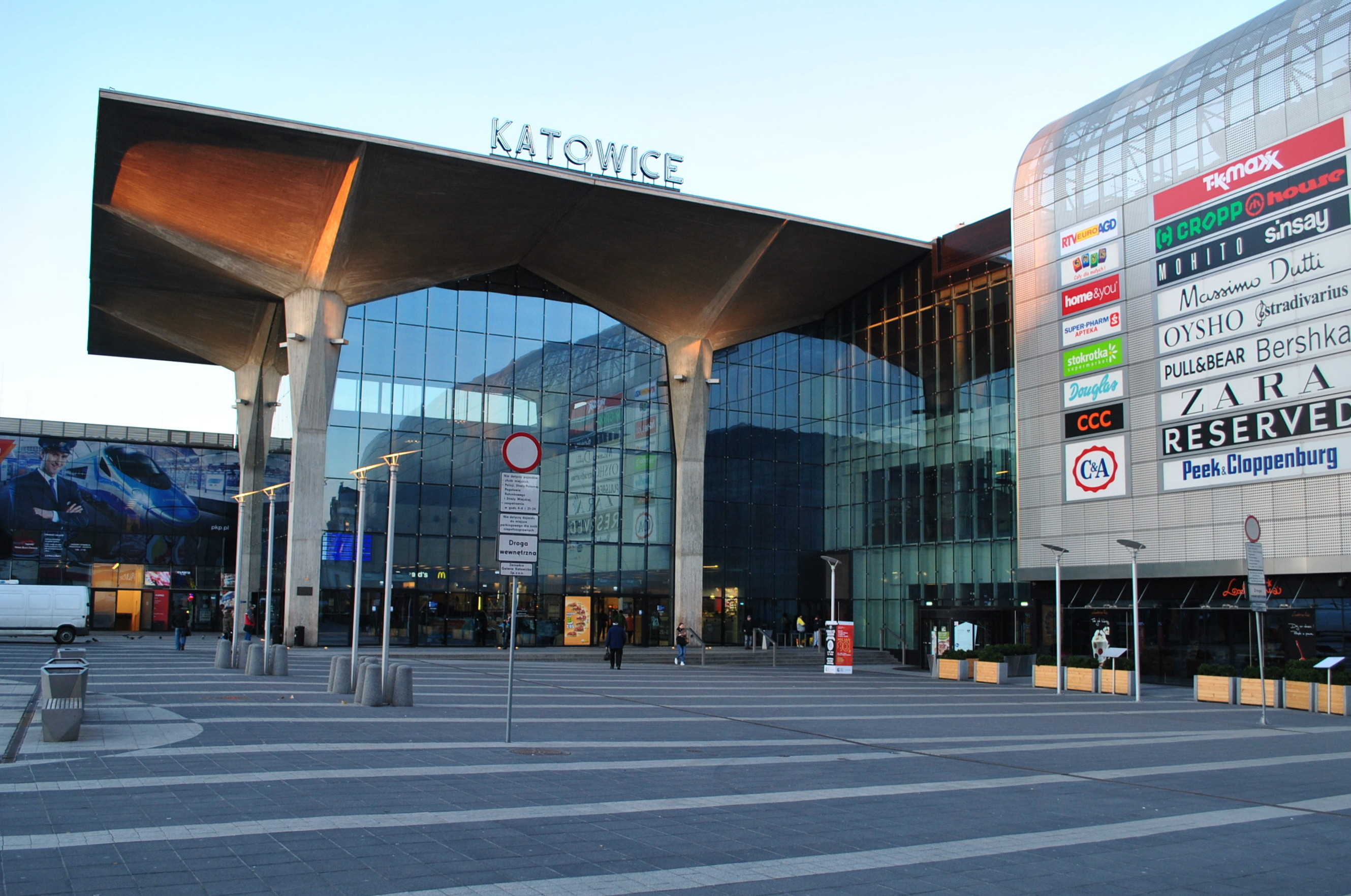
Hlavní nádraží

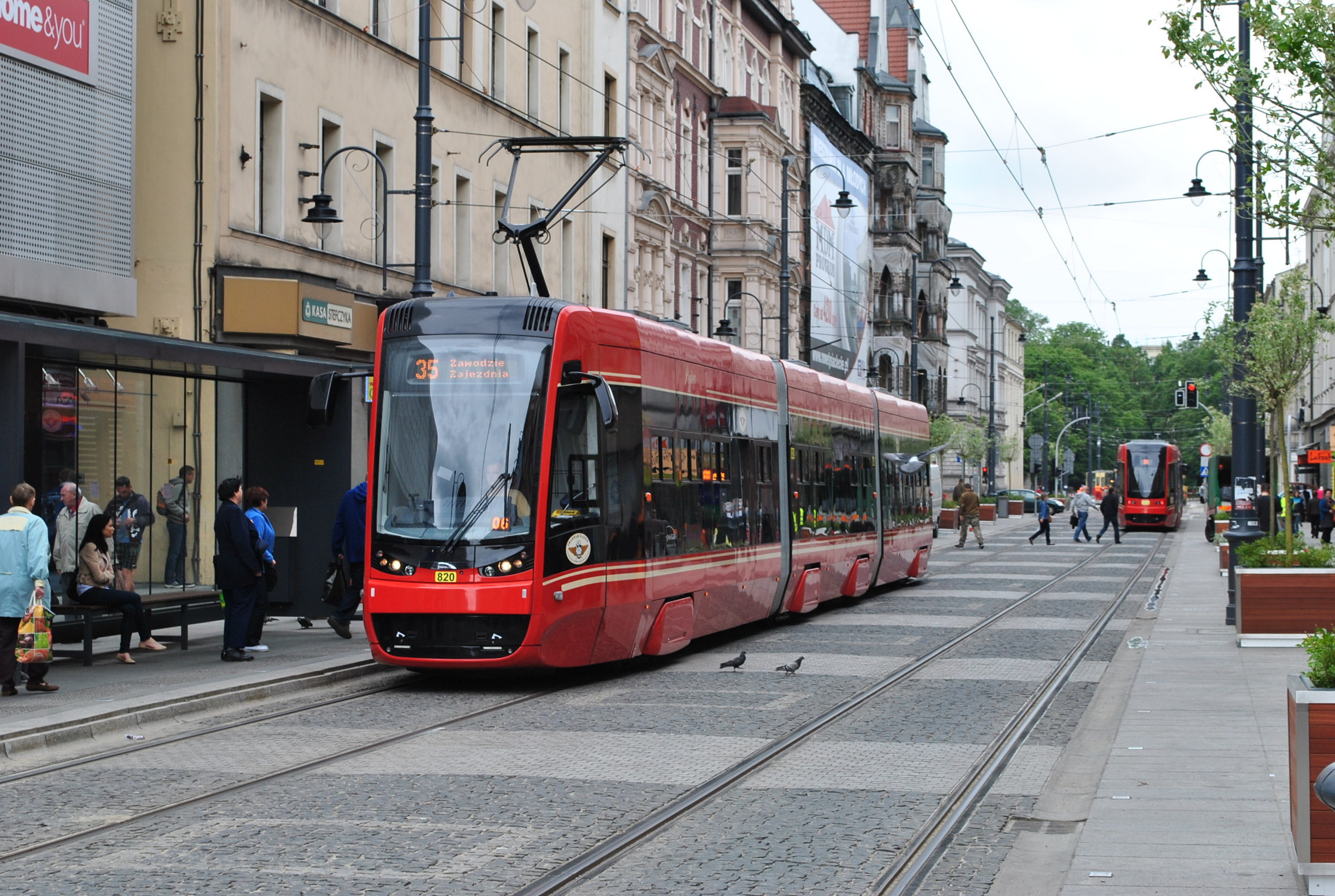
Tramvaj v ulici 3 Maja

Katovice jsou důležitým dopravním uzlem nadnárodního významu, a to jak v silniční, tak železniční a letecké dopravě.
Vlakové nádraží Katowice obsloužilo v roce 2018 13,2 milionů cestujících a bylo tak devátým nejfrekventovanějším nádražím v Polsku. Křižují se zde dva panevropské železniční koridory: III. Drážďany – Moskva a VI. Gdyně – Rijeka. Katovice mají přímé železniční spojení s většinou měst v Polsku, a také mj. s Budapeští, Moskvou, Nice, Prahou a Vídní (2020). Regionální dopravu zajišťují dopravci Koleje Śląskie (Slezské dráhy) a Polregio (některé mezikrajské), dálkovou hlavně PKP Intercity. Kromě hlavního nádraží se na území Katovic nachází osm dalších stanic a zastávek: Katowice Brynów, Katowice Ligota, Katowice Szopienice Południowe, Katowice Podlesie, Katowice Piotrowice, Katowice Załęże a Katowice Zawodzie. V roce 2020 bylo dokončeno nové autobusové nádraží v ulica Sądowa.
Přímo městem prochází dálnice A4, která je součástí evropské silnice E40 a vede od německé k ukrajinské hranici přes Vratislav a Krakov. Dalšími významnými tahy jsou Drogowa Trasa Średnicowa (Silniční diametr) budovaná mezi lety 1986 až 2014 jako hlavní propojení měst hornoslezské části aglomerace v ose východ–západ a silnice č. 86 – hlavní výpadová silnice směrem na jih k městům Tychy a Bílsko-Bělá a na severovýchod směrem k Sosnovci, která je součástí tzv. gierkówky, magistrály Varšava – Horní Slezsko postavené v 70. letech za vlády prvního tajemníka Edwarda Gierka. Skrz tyto silnice jsou Katovice v rámci aglomerace napojeny i na dálnici A1 sever–jih.
Městská hromadná doprava je integrována v rámci celé aglomerace a zřizována Správou metropolitní dopravy (Zarząd Transportu Metropolitalnego, ZTM), dříve známou pod názvem KZK GOP. Na území samotných Katovic jezdí přes sto linek MHD, z toho dvanáct tramvajových (viz Tramvajová doprava v katovické aglomeraci), zbytek autobusových. Součástí systému MHD jsou také regionální vlakové spoje Slezských drah, s nimiž byl tarif ZTM částečně integrován.
Letiště Katowice se nachází na severovýchodním okraji aglomerace v obci Pyrzowice zhruba 45 km od centra Katovic. V roce 2018 obsloužilo 4,8 milionů pasažérů a bylo tak čtvrtým nejfrekventovanějším letištěm v Polsku. Má velký dopravní význam i pro severovýchodní část České republiky, především obyvatele Moravskoslezského kraje. Přímo na území města se nachází také sportovní letiště Muchowiec, původní katovické letiště, které sloužilo osobní dopravě do 60. let 20. století.

## Osobnosti
- Hans Bellmer (1902–1975) – německo-francouzský malíř, kreslíř, fotograf a sochař
- Elżbieta Bieńkowská (* 1964) – polská politička, komisařka pro vnitřní trh, průmysl, podnikání a malé a střední podniky v Junckerově evropské komisi
- Krystyna Bochenková (1953–2010) – polská novinářka a politička
- Henryk Broder (* 1946) – německý spisovatel a publicista židovského původu
- Kamil Durczok (* 1968) – polský novinář a televizní moderátor
- Willy Fritsch (1901–1973) – německý herec a zpěvák, hvězda němých filmů
- Kurt Goldstein (1878–1965) – německý a americký lékař židovského původu, průkopník neuropsychologie a psychosomatiky
- Maria Göppertová-Mayerová (1906–1972) – německá a americká fyzička, nositelka Nobelovy ceny 1963 za výzkum atomového jádra
- Henryk Górecki (1933–2010) – polský skladatel, rektor Hudební akademie Karola Szymanowského;
- Richard Herrmann (1923–1962) – německý fotbalista
- Wojciech Kilar (1932–2013) – polský skladatel proslulý komponováním filmové hudby
- Krzysztof Krawczyk (* 1946) – polský šlágrový zpěvák
- Jerzy Kukuczka (1948–1989) – polský horolezec, jako druhý člověk na světe zdolal 14 osmitisícovek
- Kazimierz Kutz (1929–2018) – polský režisér, autor filmů s hornoslezskou tematikou
- Lech Majewski (* 1953) – polský divadelní a filmový režisér
- Lukas Michalczyk (* 1982) – německý raper známy pod přezdívkou Kaas
- Hans-Christoph Seebohm (1903–1967) – německý politik, dlouholetý ministr dopravy Západního Německa
- Kurt Schwaen (1909–2007) – německý skladatel
- Ernest Wilimowski (1916–1997) – německý a polský fotbalista

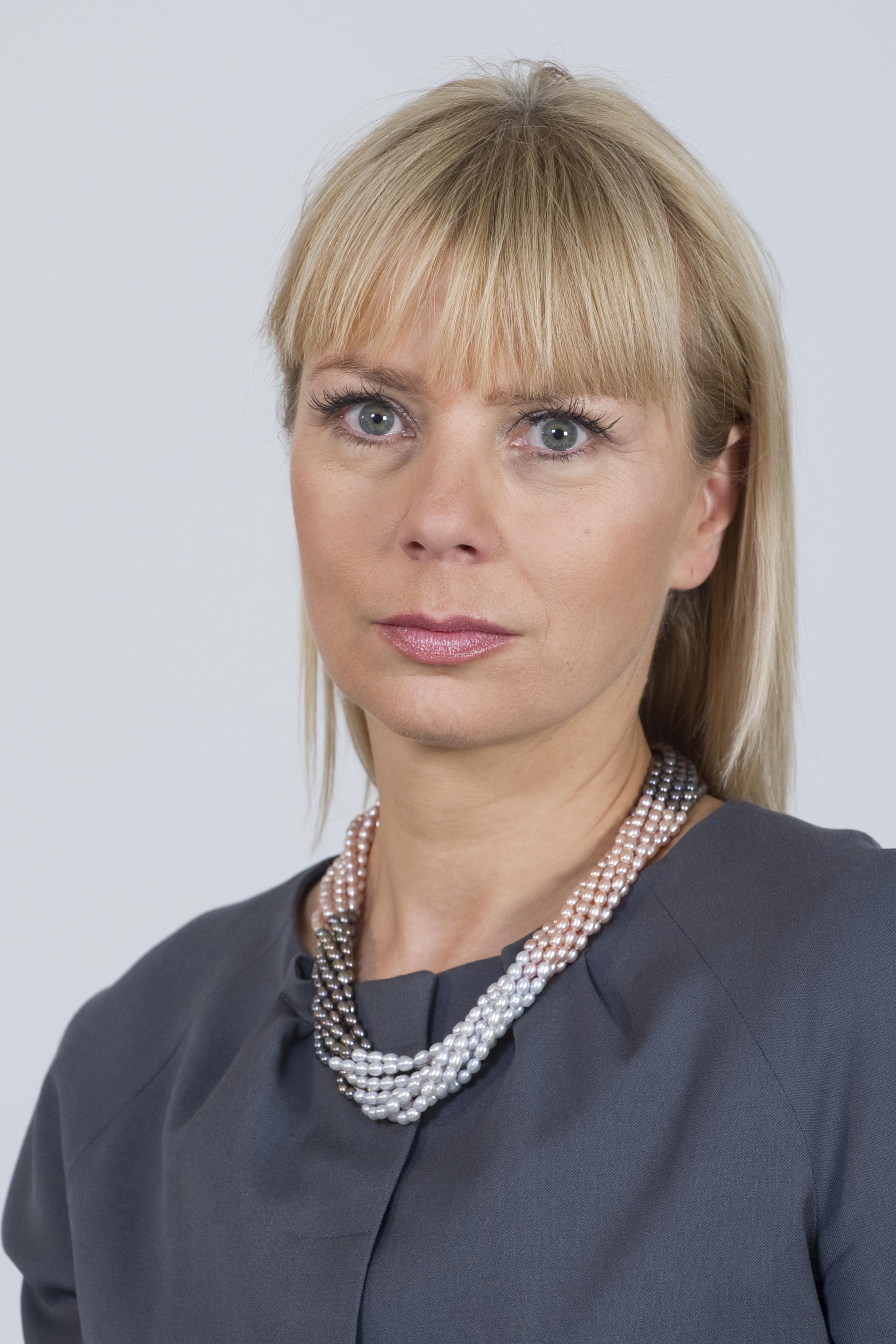
Elżbieta Bieńkowská
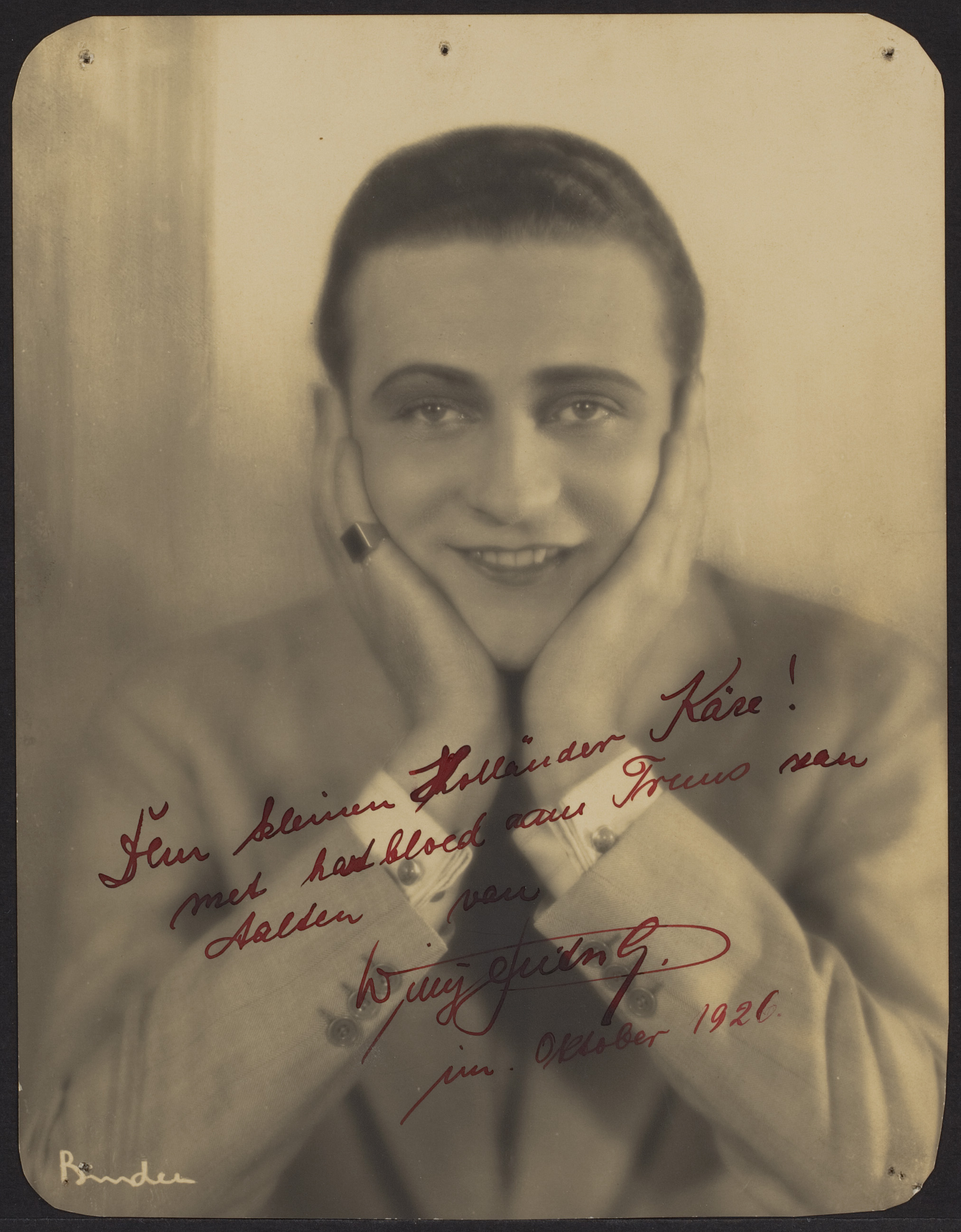
Willy Fritsch
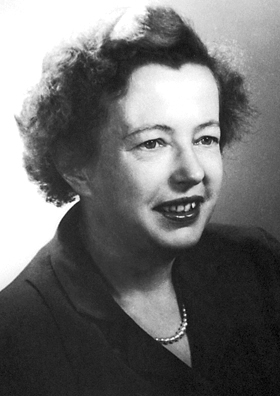
Maria Göppertová-Mayerová
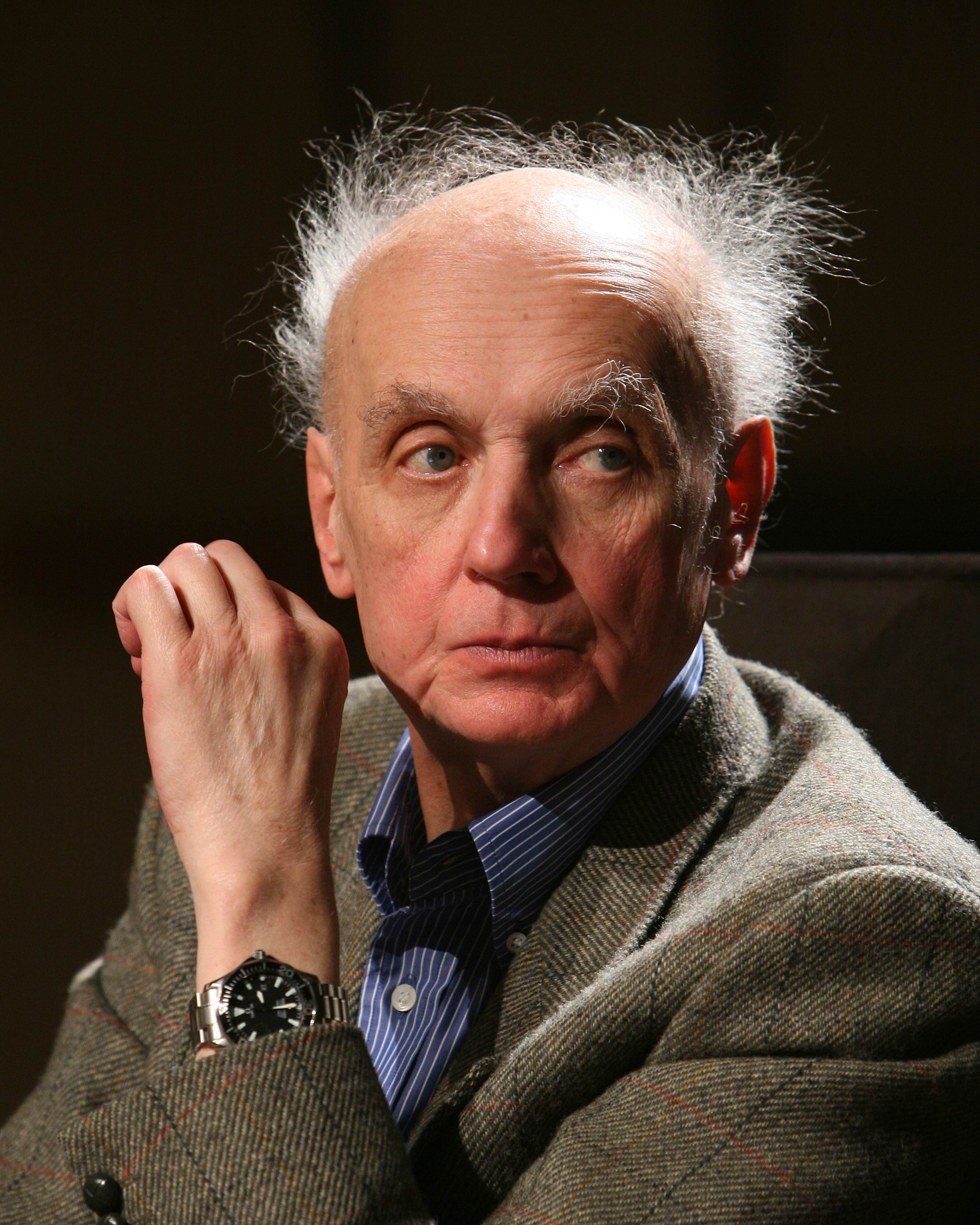
Wojciech Kilar
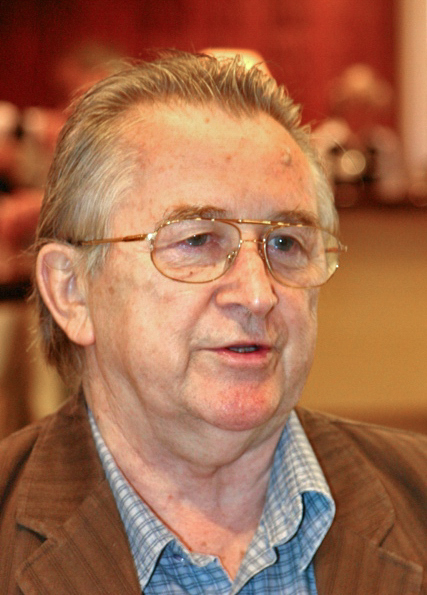
Kazimierz Kutz
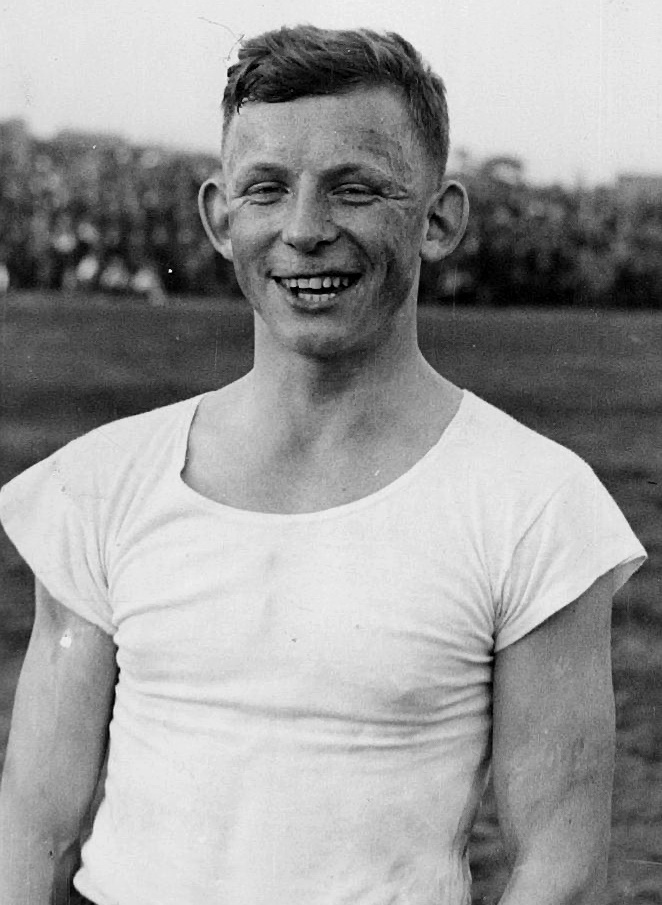
Ernest Wilimowski

## Partnerská města

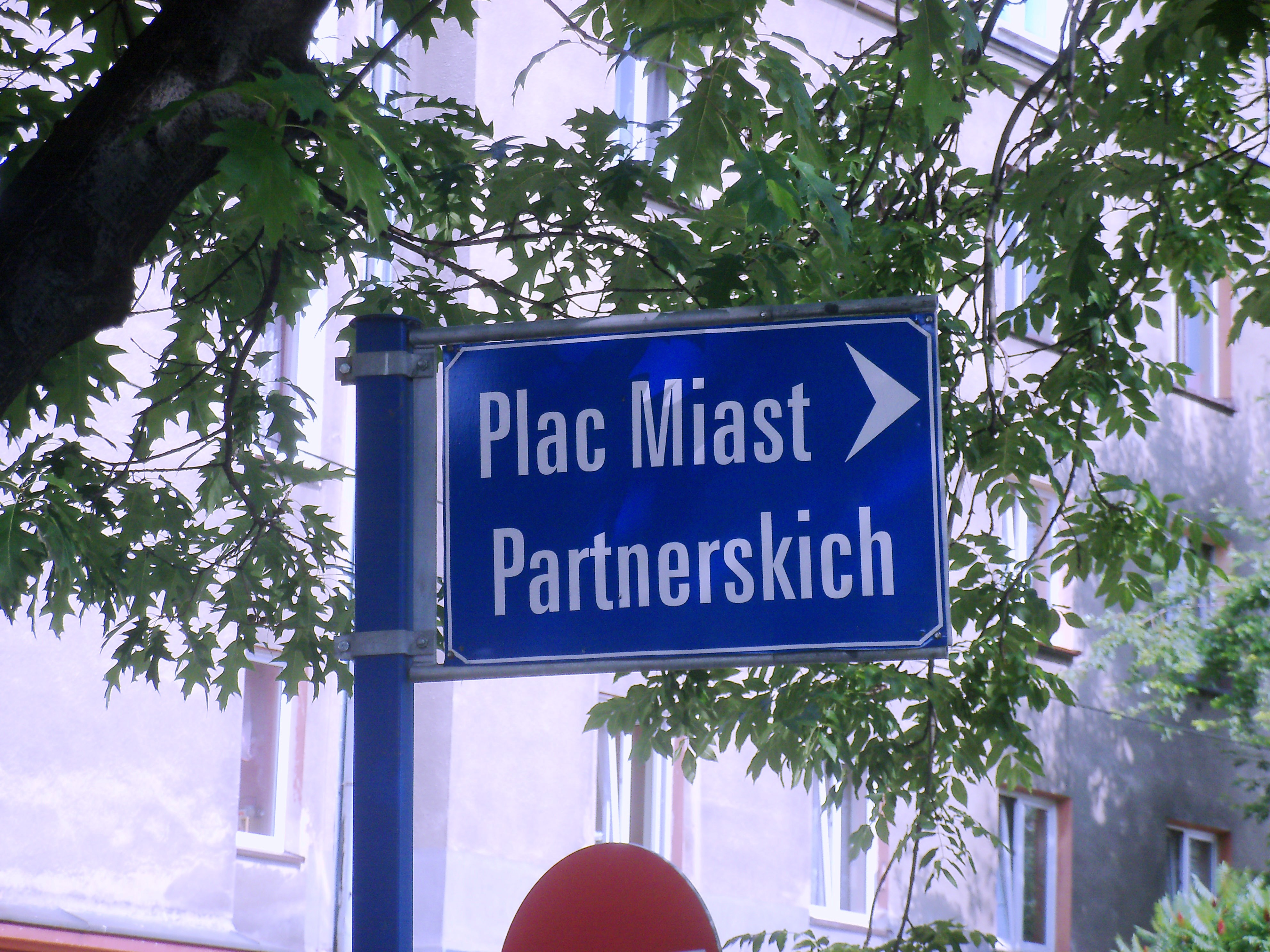
Náměstí Partnerských měst v městské části Ligota-Panewniki

- Doněck (Ukrajina, Doněcká oblast)
- Groningen (Nizozemsko, provincie provincie Groningen)
- Jižní Dublin (Irsko, hrabství Dublin)
- Kolín nad Rýnem (Německo, Severní Porýní-Vestfálsko)
- Košice (Slovensko, Košický kraj)
- Miškovec (Maďarsko, župa Borsod-Abaúj-Zemplén)
- Mobile (Spojené státy americké, Alabama)
- Odense (Dánsko, region Jižní Dánsko)
- Opava (Česko, Moravskoslezský kraj)
- Ostrava (Česko, Moravskoslezský kraj)
- Pula (Chorvatsko, Istrijská župa)
- Saint-Étienne (Francie, region Auvergne-Rhône-Alpes)
- Šen-jang (Čína, provincie Liao-ning)